# Mammillaria napina
Mammillaria napina är en kaktusväxtart som beskrevs av J.A. Purpus. Mammillaria napina ingår i släktet Mammillaria och familjen kaktusväxter. Inga underarter finns listade i Catalogue of Life.

## Bildgalleri

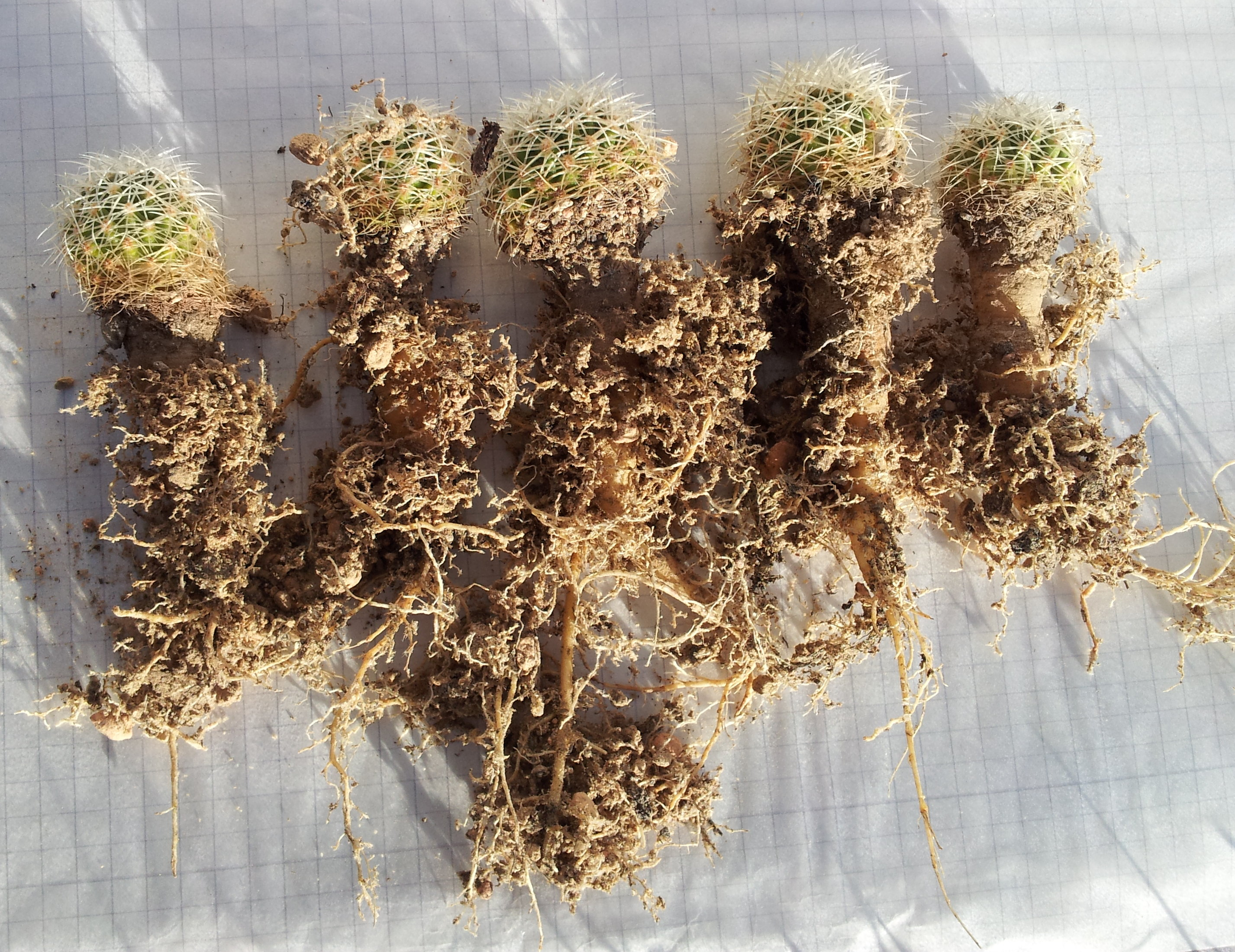